# Do You Know? (The Ping Pong Song)
Do You Know? er en sang lavet af Enrique Iglesias. Do You Know? bliver også kaldt The Ping Pong Song.